# Ganbaataryn Odbajar
Ganbaataryn Odbajar (mong. Ганбаатарын Одбаяр; ur. 20 sierpnia 1989) – mongolski judoka. Olimpijczyk z Rio de Janeiro 2016, gdzie zajął dziewiąte miejsce w wadze lekkiej. 
Brązowy medalista mistrzostw świata w 2017 i piąty w 2015 i 2018; uczestnik zawodów w 2011 i 2019, a także trzeci w drużynie w 2015. Startował w Pucharze Świata w latach 2010-2015. Srebrny medalista igrzysk azjatyckich w 2014. Wicemistrz Azji w 2017 i trzeci w 2015. Pierwszy na mistrzostwach Azji Wschodniej w 2014 roku.

## Letnie Igrzyska Olimpijskie 2016
| Konkurencja | Eliminacje                | Eliminacje                 | Klas. końcowa |
| Konkurencja | Przeciwnik I              | Przeciwnik II              | Miejsce       |
| ----------- | ------------------------- | -------------------------- | ------------- |
| 73 kg       | Mohamed Mohyeldin (EGY) Z | Nicholas Delpopolo (USA) P | 9.            |